# Caproni-Vizzola F.4
Caproni Vizzola F. – rodzina włoskich myśliwców firmy Caproni z siedzibą w Vizzola.

## Caproni-Vizzola F.4
W 1937 roku zespół inżynierów Caproni Vizzola SA pod kierunkiem F. Fabriziego rozpoczął pracę nad szeregiem myśliwców. Dla dwóch prototypów F.4 przeznaczono silniki Isotta Fraschini Asso 121 RC40 o mocy 960 KM a dla F.5 silniki Fiat A.74 RC38.
Od lata 1939 we Włoszech pojawiły się niemieckie silniki Daimler-Benz DB 601, których użyto w F.4 i oblatano w lipcu 1940 roku.
Na uzbrojenie składały się: dwa karabiny maszynowe Breda-SAFAT kal. 12,7 mm. Od 1942 roku na stanie dywizjonów.

## Caproni-Vizzola F.5
Wersja ta została wyposażona w silniki Fiat A.74 RC38 o mocy 870 KM. Zbudowano 12 maszyn. Samoloty były używane jako myśliwce nocne i osiągały prędkość 496 km/h.

## Caproni-Vizzola F.6M
F.6M (M – metalico) wykorzystywał kadłub F.5 i został wyposażony w silniki Daimler-Benz DB 605A, na który uzyskano licencję produkcyjną i uruchomiono włoską produkcję pod nazwą RA.1050 RC.58 Tifone w fabryce Fiata. Mimo faktu wykorzystania dawnego kadłuba, zaprojektowano nowe skrzydła ze stalowymi dźwigarami. Kabina pilota osłonięta owiewką i niechowane koło ogonowe. Zastosowano trzyłopatowe śmigło o średnicy 3,40 m. Chłodnica silnika została umieszczona za nim.
Prototyp oblatano 12 września 1941 roku. Na uzbrojenie składały się: dwa karabiny maszynowe Breda-SAFAT kal. 12,7 mm z zapasem 400 naboi. Samolot osiągnął max. prędkość 570 km/h.
9 maja 1942 roku przeleciał do Centro Sperimentale w Guidonia w celu przeprowadzenia prób wojskowych. Samolot wykazywał dobre właściwości lotne jednak o niezadowalających osiągach. Zastosowane zmiany przeniosły chłodnicę pod kadłub. Prototyp został rozbity podczas kolizji na lotnisku Bresso. Po wypadku zaniechano dalszych prac nad tą wersją na rzecz F.7.

## Caproni-Vizzola F.6Z
Planowano użyć silników Isotta Fraschini Zeta RC.35 o mocy 1150 KM i RC25/60 o mocy 1250 KM, który jednak ten pierwszy na małych wysokościach okazał się niewystarczający. Z powodu podobieństwa do poprzedniej wersji samolotu pojawiało się czasami oznaczenie F.6MZ.  Silnik był dopiero dostępny w sierpniu 1943 roku, jednakże zawieszenie broni między Włochami a aliantami przerwało dalsze prace nad samolotem, w którym dochodziło do przegrzewania silnika. Prototyp zdemontowano aby nie został przejęty przez niemieckie wojska. Samolot miał osiągnąć prędkość 630 km/h. Na uzbrojenie składały się trzy karabiny maszynowe Breda-SAFAT kal. 12,7 mm.

## Caproni-Vizzola F.7
F.7 miał odznaczać się od F.6M poprawioną aerodynamiką. Pozostawiony został model skrzydeł, usterzenie, podwozie i silnik. Zmieniony został kadłub samolotu, który był dłuższy. Proponowano uzbrojenie składające się z jednego działka Mauser MG 151 kaliber 20 mm w kadłubie, które strzelać miało przez wał śmigła oraz dwóch karabinów maszynowych z innych wersji. Produkowane jednak były inne myśliwce o lepszych silnikach co powstrzymało rozwinięcie projektu, a koniec wojny położył kres pracom nad projektem.

## Literatura
- William Green und Gordon Swanborough, Jagdflugzeuge der Welt. Motorbuchverlag, Stuttgart 1996